# Benny Quick
Benny Quick (* 31. Dezember 1943 in Essen als Rolf Müller; † 22. Dezember 1999 in Frankfurt am Main) war ein deutscher Pop- und Schlagersänger.

## Leben
Rolf Müller, so sein bürgerlicher Name, wurde in Essen-Katernberg geboren. Als Schüler begeisterte er sich für die aktuellen Rock-’n’-Roll-Hits, die er heimlich im Radio der Eltern hörte. Ab Ende der 1950er Jahre trat er unter dem Namen Charly aus Essen mit seiner Gitarre und verschiedenen Begleitbands in Festsälen und Tanzclubs im Ruhrgebiet auf. Obwohl der Sänger noch nicht volljährig war, gewann er mehrere Gesangswettbewerbe. Der für seine Talentshows bekannte Conférencier Udo Werner vermittelte dem Nachwuchskünstler 1961 Probeaufnahmen bei dem renommierten Plattenproduzenten Heinz Gietz in Köln.

Label der Single Motorbiene, 1962

1962 produzierte Gietz, der dem Sänger kurzerhand den Künstlernamen Benny Quick gab, dessen Debüt-Single Motorbiene, die im November 1962 auf dem Columbia-Label der Electrola erschien. Das Stück entwickelte sich zur Halbstarken-Hymne, brachte es in den deutschen Musik-Charts jedoch lediglich zu einem durchschnittlichen Rang 27. Den deutschen Text schrieb Heinz Hellmer, garniert mit Motorradgeräuschen. Die englischsprachige Originalversion Motorcycle von Tico & The Triumphs (Paul Simon) hatte es in den USA nur eine Woche auf Platz 99 in den Billboard Hot 100 geschafft. Benny Quicks Motorbiene zählt bis heute zu den besten und bekanntesten Doo-Wop-Titeln in deutscher Sprache und zu den Evergreens des deutschen Schlagers.
Mit der nachfolgenden Single Hello Josephine (Original von Fats Domino) konnte Benny Quick zwar noch einen bescheidenen Achtungserfolg landen, in den Hitparaden erwies sich der Interpret jedoch als One-Hit-Wonder. Daneben zeigte sich der Sänger immer unzufriedener mit seiner Plattenfirma, für die er auch Schlager und anspruchslose Modetanz- und Twist-Nummern singen musste. Auch mit weiteren deutschen Coverversionen US-amerikanischer Poptitel konnte Quick den Erfolg des Debüts nicht wiederholen. Zu Quicks Columbia-Aufnahmen zählten unter anderem California Sun (The Rivieras), Pretty Woman (Roy Orbison), Auch ohne Ring (This Diamond Ring) (Gary Lewis & the Playboys) und die mit Petra Prinz gesungenen Stücke Bleib bei mir, Babe (I Got You Babe) und Wir gehen unsern Weg allein (But You’re Mine) (Sonny and Cher). Wir gehen unsern Weg allein gilt als einer der ersten bundesdeutschen Protestsongs.
Nach dem Ausscheiden des Bandleaders Didi Zill übernahm Benny Quick 1965 die Musiker der Beat-Gruppe Didi & His ABC-Boys, die unter dem Namen The Shandios seine ständige Begleitband wurde. Im gleichen Jahr nahm Quick mit der Band, in der unter anderem Friedl Kuhnke und Henk van der Horst mitwirkte, für Columbia das live eingespielte Musikalbum Twens Top auf. Es enthielt deutsch- und englischsprachige Coverversionen aktueller Hits von The Animals (The House of the Rising Sun), The Beatles, Elvis Presley, Cliff Richard oder The Shadows.
Nachdem der Plattenvertrag bei Columbia geendet hatte, war Quick vor allem live mit seiner Band erfolgreich. Man trat häufig im Lokal Tante Olga in Duisburg sowie einige Male im Hamburger Star-Club auf. Seit den 1970er Jahren arbeitete Quick als DJ in Frankfurt am Main und Umgebung. Von ca. 1970 bis Mitte 1974 war er an Wochenenden in Petterweil, nördlich von Frankfurt, in der Disco „Contra“ als Resident-DJ beschäftigt. Mitte der 1970er Jahre stand er in der Diskothek Gegenüber in Alt-Sachsenhausen hinter dem Mischpult. Um 1977 eröffnete in der Frankfurter Kaiserstraße die Nobel-Diskothek Sounds, in der Quick erster DJ war.
Im Zuge des Rock-’n’-Roll-Revivals wurden 1979 Benny Quicks Columbia-Titel auf einer LP wiederveröffentlicht. Insbesondere der Hit Motorbiene war seitdem immer wieder Bestandteil von Oldie-Samplern. Außerdem trat Quick mit dem Titel in den 1980er und 1990er Jahren wieder in verschiedenen Fernsehshows auf. 1990 fand das inzwischen zum Klassiker avancierte Stück Motorbiene im Soundtrack des erfolgreichen Films Werner – Beinhart! Verwendung. 1991 erschienen die kompletten Columbia-Aufnahmen von Benny Quick auf CD.
Wenige Stunden vor der geplanten Hochzeit mit seiner langjährigen Freundin Susanne nahm sich Benny Quick am 22. Dezember 1999 das Leben. Seine Partnerin fand ihn erhängt, nachdem sie von einem Friseurbesuch zurückkehrte. Benny Quick wurde am 30. Dezember 1999 auf dem Friedhof Westhausen in Frankfurt am Main beerdigt.

## Diskografie (Auswahl)

### Singles
- Motorbiene / Denn du küßt so heiß (1962; EMI Columbia C 22 196)
- Hallo Josephine / Twistin’ Patricia (1963; EMI Columbia C 22 393)
- Twist um Mitternacht mit Susi / Der fremde traurige Boy (1963; EMI Columbia C 22 511)
- Jacky und Blacky / Twist-Girl und Limbo-Boy (1964; EMI Columbia C 22 619)
- California Sun / Summ, summ, summ (1964; EMI Columbia C 22 730)
- Pretty Woman / Hey Daisy, wirf die Schokolade weg (1964; EMI Columbia C 22 855)
- Yummie Yama Papa / Auch ohne Ring (1965; EMI Columbia C 22 947)
- Bleib bei mir, Babe / Wir gehen unsern Weg allein (1965; EMI Columbia C 23 124), mit Petra Prinz
- Angelique, Du bringst mir Glück / Irgendwann fängt die Liebe an (1967; Vogue DV 14654)
- Tina / Das blonde Girl von nebenan (1970; Cornet 3202)
- 6509 (Six Five Zero Nine) (Vocal) / 6509 (Instrumental) (1987; ZYX Records 1304)
- Twens Top – Eine Hitparade mit Benny Quick & seiner Twen-Band (1965 EMI Columbia)
- Motorbiene (1979; Bear Family Records)